# Nelly Diener
Nelly Hedwig Diener (5 de febrero de 1912-27 de julio de 1934) fue una auxiliar de vuelo suiza. Fue la primera asistente de vuelo femenina en Europa, para la aerolínea suiza Swissair.

## Carrera

Nelly Diener en la cocina del Curtiss AT-32C Condor II (1934).

Nelly Diener con pasajeros en la cabina del Curtiss AT-32C Condor II (1934).

A principios de 1934, Nelly Diener se convirtió en la primera auxiliar de vuelo femenina en Europa, para la aerolínea suiza Swissair. La revista Aero-Revue la glorificó como una «dama rubia, rizada y de largas pestañas» y la bautizó como Engel der Lüfte («Ángel del aire» o «ángel de los cielos»). Diener era conocida por mimar a sus pasajeros con alimentos y bebidas que ella misma preparaba; en los primeros años de Swissair, el cáterin no estaba incluido en el precio del vuelo, ya que en los días pioneros de los aviones comerciales, no había espacio para una cocina en el espacio limitado. Se ofrecieron té, café, sándwiches, sopa y fruta. Diener hablaba de manera tranquilizadora a los pasajeros que sufrían de miedo a volar y, con muchos, jugaba a las cartas o tejía para distraerlos del miedo a volar, interpretaban canciones juntos o incluso cantaba. Los asistentes de vuelo de Swissair inicialmente hicieron su trabajo sin uniforme y tuvieron que contentarse con un delantal blanco; las tomas contemporáneas fuera del avión, por otro lado, muestran principalmente a Diener con una chaqueta de vuelo, pantalones y sombrero. El título de su trabajo se indica en una postal como «Stewardess del avión de alta velocidad "Cóndor" de Swissair». Nelly Diener se convirtió en la primera asistente de vuelo en Europa en ser conocida más allá de las fronteras del país.

## Muerte
Murió después de 83 vuelos en el accidente de Swissair en Tuttlingen el 27 de julio de 1934 en la ruta Zúrich-Berlín cerca de Wurmlingen, junto con nueve pasajeros y otros dos miembros de la tripulación.
El informe de Swissair sobre el año financiero de 1934 establece el accidente y sus causas:

«En el último año financiero, nuestra empresa tuvo su primer accidente de aviación grave cuando el Curtiss-Condor se estrelló el 27 de julio de 1934 cerca de Tuttlingen. Según el informe de la comisión de investigación oficial, la causa se remonta a una rotura por fatiga oculta en la pestaña de conexión de los dos cables tensores delanteros derechos en la instalación del motor. Todas las reclamaciones de este accidente se han resuelto por completo. Siempre guardaremos un honorable recuerdo de la leal tripulación; el Sr. Armin Mühlematter, piloto; el Sr. Hans Daschinger, operador de radio; y la Srta. Nelly Diener, azafata; que perdieron la vida en cumplimiento de su deber».